# نيناد تشاناك (كرة سلة)
نيناد تشاناك (بالصربية: Ненад Чанак) مواليد 24 أبريل 1976 في زغرب، جمهورية كرواتيا الاشتراكية، هو مدرب كرة سلة صربي ولاعب معتزل. بدأ مسيرته الاحترافية في سنة 1992. اعتزل اللعب في 2012.

## المسيرة الاحترافية
لعب مع نادي بارتيزان لكرة السلة من سنة 1999 إلى 2003، ثم لعب مع نادي ماكدونيكوس لكرة السلة في موسم 2004–2005، ثم لعب مع ألبا برلين في الدوري الألماني من سنة 2005 إلى 2007، ثم لعب مع نادي أكاديميك لكرة السلة في موسم 2007–2008.

## روابط خارجية
- نيناد تشاناك على موقع الاتحاد الدولي لكرة السلة (الإنجليزية)
- نيناد تشاناك على موقع الدوري الأوروبي لكرة السلة (الإنجليزية)
- نيناد تشاناك على موقع كرة السلة الأوروبية.كوم (الإنجليزية)
- نيناد تشاناك على موقع ريلجم (الإنجليزية)
- نيناد تشاناك على موقع بروبوليرز (الإنجليزية)
- نيناد تشاناك على موقع سبورتس رفرنس (الإنجليزية)